# Nitrógeno
El nitrógeno es un elemento químico de número atómico 7, símbolo N, su masa molar es de 14,0067 g/mol, su masa atómica es 14.0067u y en condiciones normales forma un gas diatómico (nitrógeno diatómico o molecular) que constituye del orden del 78 % del aire atmosférico. Antiguamente era llamado ázoe (símbolo Az).
El nitrógeno es el miembro más ligero del grupo 15 de la tabla periódica, a menudo llamado pnictógeno. Es un elemento común en el universo, que se estima en aproximadamente séptimo en abundancia total en la Vía Láctea y el Sistema Solar. A temperatura y presión estándar, dos átomos del elemento se unen para formar dinitrógeno, un gas incoloro e inodoro de fórmula N2. El dinitrógeno forma alrededor del 78 % de la atmósfera terrestre, lo que lo convierte en el elemento no combinado más abundante. El nitrógeno está presente en todos los organismos, principalmente en los aminoácidos (y por tanto en las proteínas), en los ácidos nucleicos (ADN y ARN) y en la molécula de transferencia de energía trifosfato de adenosina. El cuerpo humano contiene alrededor de un 3 % de nitrógeno en masa, el cuarto elemento más abundante en el cuerpo después del oxígeno, el carbono y el hidrógeno. El ciclo del nitrógeno describe el movimiento del elemento desde el aire, hacia la biosfera y los compuestos orgánicos, y luego de vuelta a la atmósfera.
Muchos compuestos de importancia industrial, como el amoniaco, el ácido nítrico, los nitratos orgánicos (propulsores y explosivos) y el cianuro, contienen nitrógeno. El fortísimo triple enlace del nitrógeno elemental (N≡N), el segundo enlace más fuerte de cualquier molécula diatómica después del monóxido de carbono (CO), domina la química del nitrógeno. Esto provoca dificultades tanto para los organismos como para la industria a la hora de convertir el N2 en compuestos útiles, pero al mismo tiempo significa que la quema, la explosión o la descomposición de los compuestos de nitrógeno para formar gas nitrógeno liberan grandes cantidades de energía a menudo útil. El amoniaco y los nitratos producidos sintéticamente son fertilizantes clave para la industria, y los nitratos de los fertilizantes son contaminantes clave en la eutrofización de los sistemas acuáticos.
Aparte de su uso en fertilizantes y almacenes de energía, el nitrógeno es un constituyente de compuestos orgánicos tan diversos como el Kevlar utilizado en tejidos de alta resistencia y el cianoacrilato utilizado en el superglue. El nitrógeno es un constituyente de todas las principales clases de fármacos, incluidos los antibióticos. Muchos fármacos son imitaciones o profármacos de las moléculas naturales de señalización celular que contienen nitrógeno: por ejemplo, los nitratos orgánicos nitroglicerina y nitroprusiato controlan la presión arterial al metabolizarse en óxido nítrico. Muchas drogas notables que contienen nitrógeno, como la cafeína natural y la morfina o las anfetaminas sintéticas, actúan sobre los receptores de los neurotransmisores animales.

## Historia

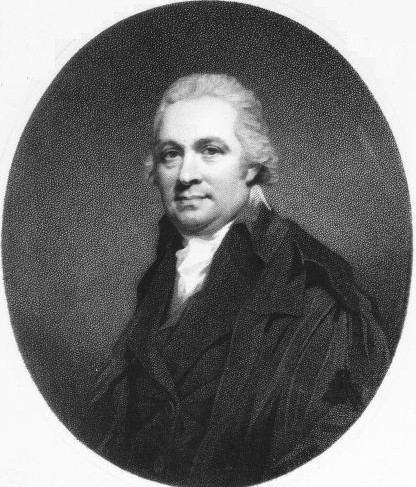
Daniel Rutherford, descubridor del nitrógeno

Los compuestos de nitrógeno tienen una historia muy larga, ya que el cloruro de amonio era conocido por Heródoto. Ya eran bien conocidos en la Edad Media. Los alquimistas conocían el ácido nítrico como aqua fortis (agua fuerte), así como otros compuestos nitrogenados como las sales de amonio y las sales de nitrato. La mezcla de ácido nítrico y clorhídrico era conocida como agua regia (agua real), célebre por su capacidad para disolver el oro, el rey de los metales.
El descubrimiento del nitrógeno se atribuye al médico escocés Daniel Rutherford en 1772, que lo llamó aire nocivo. Aunque no lo reconoció como una sustancia química totalmente diferente, lo distinguió claramente del "aire fijo", o dióxido de carbono, de Joseph Black. El hecho de que había un componente del aire que no soportaba la combustión estaba claro para Rutherford, aunque no era consciente de que fuera un elemento. El nitrógeno también fue estudiado casi al mismo tiempo por Carl Wilhelm Scheele, Henry Cavendish, y Joseph Priestley, que se refirió a él como aire quemado o teoría del flogisto. El químico francés Antoine Lavoisier se refirió al gas nitrógeno como "aire mefítico" o azote, de la palabra άζωτικός del griego. (azotikos), "sin vida", debido a que es mayoritariamente inerte. En una atmósfera de nitrógeno puro, los animales morían y las llamas se extinguían. Aunque el nombre de Lavoisier no fue aceptado en inglés, ya que se señaló que casi todos los gases (de hecho, con la única excepción del oxígeno) son mefíticos, se utiliza en muchos idiomas (francés, italiano, portugués, polaco, ruso, albanés, turco, etc. El alemán Stickstoff también hace referencia a la misma característica, es decir, ersticken "ahogar o asfixiar") y aún permanece en inglés en los nombres comunes de muchos compuestos de nitrógeno, como la hidracina y los compuestos del ion azida. Finalmente, dio lugar a la denominación "pnicógenos" para el grupo encabezado por el nitrógeno, del griego πνίγειν "ahogar".
La palabra inglesa nitrogen (1794) entró en la lengua a partir del francés nitrogène, acuñado en 1790 por el químico francés Jean-Antoine Chaptal (1756-1832), del francés nitre (nitrato de potasio, también llamado salitre) y el sufijo francés -gène, "producir", del griego -γενής (-genes, "engendrado"). El significado de Chaptal era que el nitrógeno es la parte esencial del ácido nítrico, que a su vez se producía a partir del nitrato de potasio. En épocas anteriores, el nitro se había confundido con el "natrón" egipcio (carbonato de sodio) - llamado νίτρον (nitrón) en griego - que, a pesar del nombre, no contenía nitrato.
Las primeras aplicaciones militares, industriales y agrícolas de los compuestos de nitrógeno utilizaban el salitre (nitrato de sodio o nitrato de potasio), sobre todo en la pólvora, y posteriormente como fertilizante. En 1910, Lord Rayleigh descubrió que una descarga eléctrica en el gas nitrógeno producía "nitrógeno activo", un monoatómico alótropo del nitrógeno. La "nube arremolinada de luz amarilla brillante" producida por su aparato reaccionó con mercurio para producir nitruro de mercurio explosivo.
Durante mucho tiempo, las fuentes de compuestos de nitrógeno fueron limitadas. Las fuentes naturales procedían de la biología o de depósitos de nitratos producidos por reacciones atmosféricas. La fijación de nitrógeno mediante procesos industriales como el proceso Frank-Caro (1895-1899) y el proceso Haber-Bosch (1908-1913) aliviaron esta escasez de compuestos nitrogenados, hasta el punto de que la mitad de la producción mundial de alimentos depende ahora de los fertilizantes nitrogenados sintéticos. Al mismo tiempo, el uso del método de Ostwald (1902) para producir nitratos a partir de la fijación industrial del nitrógeno permitió la producción industrial a gran escala de nitratos como materia prima en la fabricación de explosivos en la Guerra Mundial del siglo XX.

## Propiedades

### Atómicas

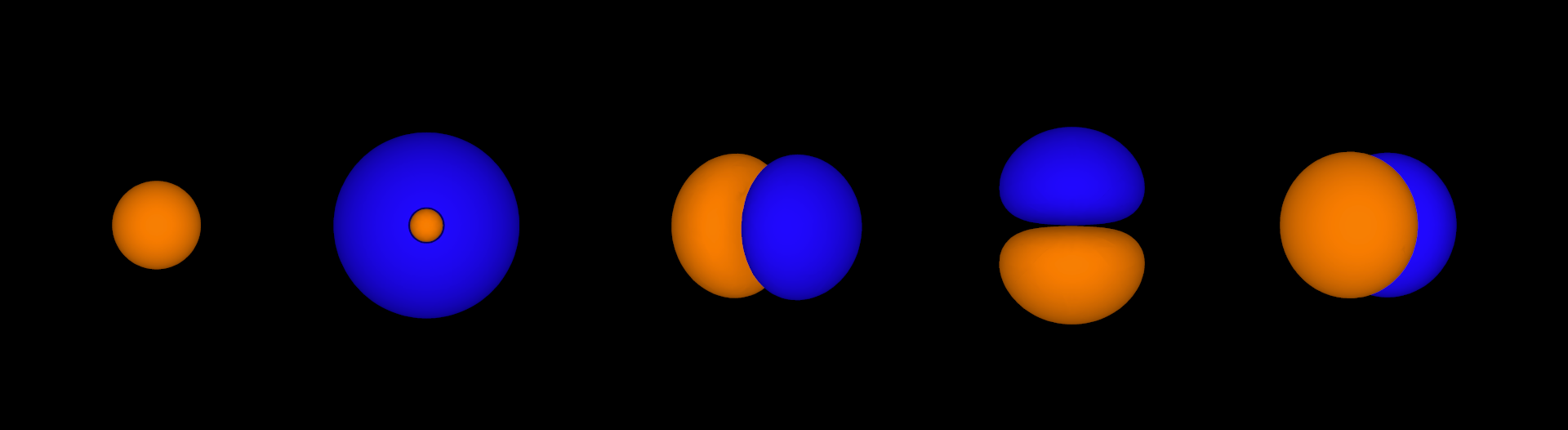
Las formas de los cinco orbitales ocupados en nitrógeno. Los dos colores muestran la fase o el signo de la función de onda en cada región. De izquierda a derecha: 1s, 2s (corte para mostrar la estructura interna), 2p_{x}, 2p_{y}, 2p_{z}.

Un átomo de nitrógeno tiene siete electrones. En el estado básico, están dispuestos en la configuración electrónica 1s2
2s2
2p1
x2p1
y2p1
z. Por lo tanto, tiene cinco electrones de valencia en los orbitales 2s y 2p, tres de los cuales (los electrones p) no están apareados. Tiene una de las más altas electronegatividades entre los elementos (3,04 en la escala de Pauling), solo superada por el cloro (3,16), el oxígeno (3,44), y el flúor (3.98). (Los gases nobles ligeros, helio, neón y argón, presumiblemente también serían más electronegativos, y de hecho están en la escala de Allen.) Siguiendo las tendencias periódicas, su radio covalente de 71 pm es menor que los del boro (84 pm) y del carbono (76 pm), mientras que es mayor que los del oxígeno (66 pm) y el flúor (57 pm). El anión nitruro, N3-, es mucho mayor, con 146 pm, similar al del óxido. (O2-: 140 pm) y del fluoruro (F-: 133 pm). Las tres primeras energías de ionización del nitrógeno son 1,402, 2,856 y 4,577 MJ-mol-1, y la suma de la cuarta y la quinta es de 16,920 MJ-mol-1}. Debido a estas cifras tan elevadas, el nitrógeno no tiene una química catiónica simple.
La falta de nodos radiales en la subesfera 2p es directamente responsable de muchas de las propiedades anómalas de la primera fila del  bloque p, especialmente en el nitrógeno, el oxígeno y el flúor. La subcáscara 2p es muy pequeña y tiene un radio muy similar a la cáscara 2s, facilitando la hibridación orbital. También da lugar a fuerzas electrostáticas de atracción muy grandes entre el núcleo y los electrones de valencia de las cáscaras 2s y 2p, dando lugar a electronegatividades muy altas. La hipervalencia es casi desconocida en los elementos 2p por la misma razón, ya que la alta electronegatividad hace difícil que un pequeño átomo de nitrógeno sea un átomo central en un Enlace de tres centros y cuatro electrones, ya que tendería a atraer los electrones fuertemente hacia sí mismo. Así, a pesar de la posición del nitrógeno en la cabeza del grupo 15 de la tabla periódica, su química muestra enormes diferencias con la de sus congéneres más pesados fósforo, arsénico, antimonio y bismuto.

### Isótopos

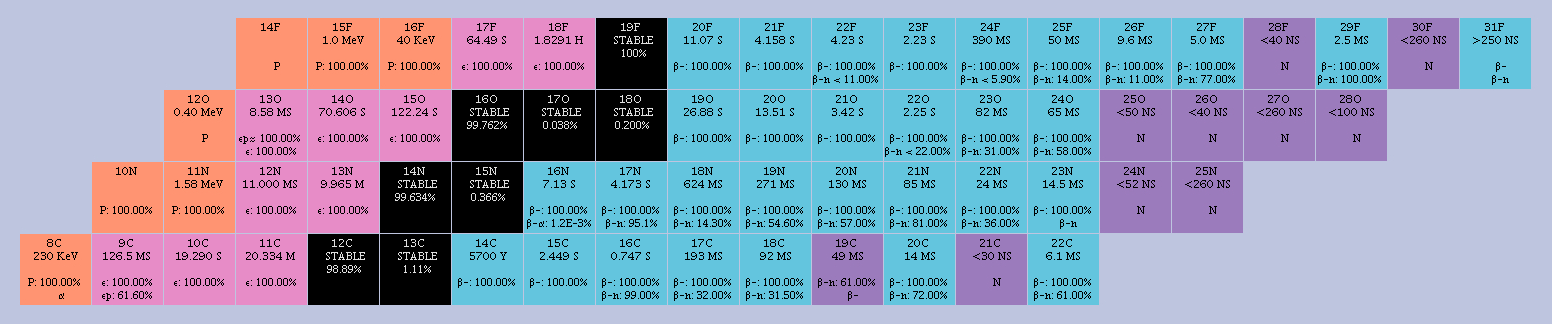
Tabla de nucleidos (diagrama de Segrè) desde el carbono hasta el flúor (incluido el nitrógeno). El naranja indica emisión de protones (nucleidos fuera de la línea de goteo de protones); rosa para la emisión de positrones (desintegración beta inversa); negro para nucleidos estables ; azul para la emisión de electrones (desintegración beta); y violeta para la emisión de neutrones (nucleidos fuera de la línea de goteo de neutrones). El número de protones aumenta subiendo por el eje vertical y el número de neutrones va hacia la derecha en el eje horizontal.

El nitrógeno tiene dos isótopos estables: 14N y 15N. El primero es mucho más común, constituyendo el 99,634 % del nitrógeno natural, y el segundo (que es ligeramente más pesado) constituye el 0,366 % restante. Esto lleva a un peso atómico de alrededor de 14,007 u. Ambos isótopos estables se producen en el ciclo CNO en las estrellas, pero el 14N es más común, ya que su captura de neutrones es el paso que limita la velocidad. 14N es uno de los cinco núclidos impares estables (un nucleido que tiene un número impar de protones y neutrones); los otros cuatro son 2H, 6Li, 10B y 180mTa.
La abundancia relativa de 14N y 15N es prácticamente constante en la atmósfera, pero puede variar en otros lugares, debido al fraccionamiento isotópico natural de las reacciones redox biológicas y a la evaporación del amoniaco natural o del ácido nítrico. Reacciones mediadas biológicamente (por ejemplo, asimilación, nitrificación, y desnitrificación) controlan fuertemente la dinámica del nitrógeno en el suelo Estas reacciones típicamente resultan en el enriquecimiento de 15N del sustrato y el agotamiento del producto.
El isótopo pesado 15N fue descubierto por primera vez por S. M. Naudé en 1929, poco después de que se descubrieran los isótopos pesados de los elementos vecinos oxígeno y carbono. Presenta una de las secciones transversales de captura de neutrones térmicos más bajas de todos los isótopos. Se utiliza frecuentemente en resonancia magnética nuclear (RMN) para determinar las estructuras de las moléculas que contienen nitrógeno, debido a su  espín nuclear fraccionario de la mitad, que ofrece ventajas para la RMN, como una anchura de línea más estrecha. El 14N, aunque también es utilizable en teoría, tiene un espín nuclear entero de uno y, por lo tanto, tiene un  momento cuadrupolar que conduce a espectros más amplios y menos útiles. La RMN del 15N tiene, sin embargo, complicaciones que no se encuentran en la espectroscopia de RMN del 1H y del 13C, más comunes. La baja abundancia natural de 15N (0,36 %) reduce significativamente la sensibilidad, un problema que se ve agravado por su baja relación giromagnética, (solo el 10,14 % de la de 1H). Como resultado, la relación señal-ruido para 1H es unas 300 veces mayor que la de 15N a la misma intensidad de campo magnético. Esto puede aliviarse en cierta medida mediante el enriquecimiento isotópico de 15N por intercambio químico o destilación fraccionada. Los compuestos enriquecidos con 15N tienen la ventaja de que, en condiciones estándar, no sufren el intercambio químico de sus átomos de nitrógeno con el nitrógeno atmosférico, a diferencia de los compuestos con isótopos de hidrógeno, carbono y oxígeno marcados que deben mantenerse alejados de la atmósfera. La relación 15N:14N se utiliza habitualmente en el análisis de isótopos estables en los campos de la geoquímica, la hidrología, la paleoclimatología y la paleoceanografía, donde se denomina δ15N.

## Aplicación
La aplicación comercial más importante del nitrógeno diatómico es la obtención de amoniaco por el proceso de Haber. El amoniaco se emplea con posterioridad en la fabricación de fertilizantes y ácido nítrico.
Las sales del ácido nítrico incluyen importantes compuestos como el nitrato de potasio (nitro o salitre empleado en la fabricación de pólvora) y el nitrato de amonio fertilizante.
Los compuestos orgánicos de nitrógeno como la nitroglicerina y el trinitrotolueno son a menudo explosivos. La hidracina y sus derivados se usan como combustible en cohetes.
El ciclo de este elemento es bastante más complejo que el del carbono, dado que está presente en la atmósfera no solo como N2 (78 %), sino también en una gran diversidad de compuestos. Se puede encontrar principalmente como N2O, NO y NO2, los llamados NOx. También forma otras combinaciones con oxígeno tales como N2O3 y N2O5 (anhídridos), "precursores" de los ácidos nitroso y nítrico. Con hidrógeno forma amoniaco (NH3), compuesto gaseoso en condiciones normales.
Al ser un gas poco reactivo, el nitrógeno se emplea industrialmente para crear atmósferas protectoras y como gas criogénico para obtener temperaturas del orden de 78 K de forma sencilla y económica. Inclusive se utiliza para inflar los neumáticos en los trenes de aterrizaje de los aviones, evitando condensación de agua a grandes alturas o su combustión al aterrizar.

## Etimología
Se considera que el nitrógeno (del latín nitrum -i, a su vez del griego νίτρον, "nitro" -nombre que históricamente se ha usado en forma vaga para referirse a diversos compuestos de sodio y de potasio que contienen nitrógeno-, y -geno, de la raíz griega γεν-, "generar"; es decir, "que genera salitre") fue descubierto formalmente por Daniel Rutherford en 1772, al dar a conocer algunas de sus propiedades (lo llamó "aire flogisticado", en función de lo que observó en su experimento de ese año). Sin embargo, por la misma época también se dedicaron a su estudio Carl Wilhelm Scheele, quien lo aisló, Henry Cavendish y Joseph Priestley.
El nitrógeno es un gas tan inerte que Antoine Lavoisier se refería a él con el nombre azote, del griego ázoe, que significa "sin vida" (o tal vez lo llamó así por no ser apto para respirar). Se clasificó entre los gases permanentes, sobre todo desde que Michael Faraday no consiguió verlo líquido a 50 atmósferas (atm) y –110 °C hasta los experimentos de Raoul Pictet y Louis Paul Cailletet, quienes en 1877 consiguieron licuarlo.
Los compuestos de nitrógeno ya se conocían en la Edad Media; así, los alquimistas llamaban aqua fortis al ácido nítrico y aqua regia (agua regia) a la mezcla de ácido nítrico y ácido clorhídrico, mezcla conocida por su capacidad para disolver el oro y el platino.

## Abundancia y obtención
El nitrógeno es el componente principal de la atmósfera terrestre (78,1 % en volumen) y se obtiene para usos industriales de la destilación del aire líquido. Está presente también en los restos de animales, por ejemplo el guano, usualmente en la forma de urea, ácido úrico y compuestos de ambos. Por deficiencia causa falta de relajación de los músculos, problemas en el sistema cardiovascular, en el nervioso central y periférico.
También ocupa el 3 % de la composición elemental del cuerpo humano.
Se han observado compuestos que contienen nitrógeno en el espacio exterior y el isótopo Nitrógeno-14 se crea en los procesos de fusión nuclear de las estrellas.
La mayor parte del nitrógeno utilizado en la industria química se obtiene por destilación fraccionada del aire líquido, y se usa para sintetizar amoniaco. A partir de este amoniaco se preparan una gran variedad de productos químicos.

## Compuestos

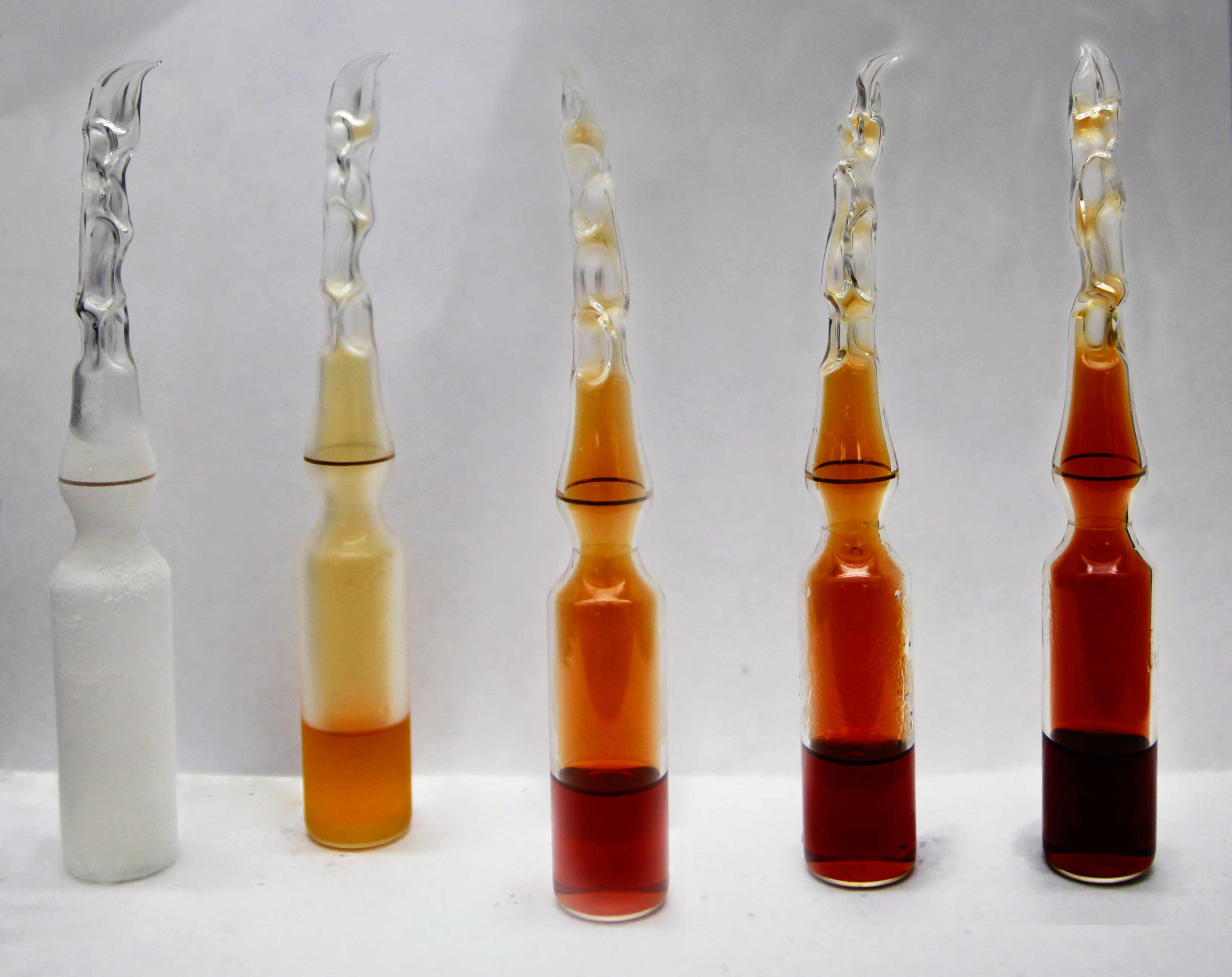
Dióxido de nitrógeno a diferentes temperaturas.

Con el hidrógeno forma el amoniaco (NH3), los nitritos (NO2), los nitratos (NO3), los ácidos nítricos (HNO3), la hidracina (N2H4) y el aziduro de hidrógeno (N3H, también conocido como azida de hidrógeno o ácido hidrazoico). El amoniaco líquido, anfótero como el agua, actúa como una base en una disolución acuosa, formando iones amonio (NH4+), y se comporta como un ácido en ausencia de agua, cediendo un protón a una base y dando lugar al anión amida (NH2). Se conocen largas cadenas y compuestos cíclicos de nitrógeno, pero son muy inestables.
Con los halógenos forma: NF3, NF2Cl, NFCl2, NCl3,
NBr3.6 NH3, NI3.6 NH3, N2F4,
N2F2 (cis y trans), N3F, N3Cl, N3Br y 
N3I.
Con el oxígeno forma varios óxidos que ya hemos nombrado: el nitroso o gas de la risa, el nítrico y el dióxido de nitrógeno. Son producto de procesos de combustión contribuyendo a la aparición de episodios contaminantes de smog fotoquímico. Otros óxidos son el trióxido de dinitrógeno (N2O3) y el pentóxido de dinitrógeno (N2O5), ambos muy inestables y explosivos.

## Importancia biológica

Ciclo del nitrógeno

El nitrógeno es un componente esencial de los aminoácidos y los ácidos nucleicos vitales para los seres vivos. De todos los nutrientes minerales, es el que mayor efecto tiene en el crecimiento de las plantas y, por lo tanto, en la productividad primaria de los ecosistemas, lo que afecta a su vez a todos los organismos que dependen de ellas: El aumento en el rendimiento de las cosechas a partir de que se comenzaron a utilizar fertilizantes nitrogenados en el siglo XIX lo demuestra. A pesar de la gran cantidad de nitrógeno atmosférico, este elemento es limitante: pocos organismos pueden asimilarlo en esta forma. Las plantas solamente pueden asimilarlo eficientemente en forma de iones de amonio (NH4+) o nitrato (NO3-), aunque también pueden absorber pequeñas cantidades de aminoácidos y urea.
Algunas plantas han establecido relaciones simbióticas con hongos y procationtes capaces de reducir el nitrógeno atmosférico a amonio, a cambio de lo cual reciben moléculas energéticas de la planta hospedera. El nitrógeno reducido es así incorporado a la cadena trófica (véase también el ciclo del nitrógeno). Quizás el caso más conocido sea el de las bacterias del género Rhizobium con las leguminosas, pero también existen asociaciones con bacterias del género Frankia e inclusive algunas cianobacterias. Finalmente, también algunos hongos, llamados ectomicorrízicos, extienden sus filamentos más allá del alcance de las raíces, formando micorrizas que hacen más eficiente la absorción de nitritos, nitratos y amonio del suelo en ambientes limitantes.

## Isótopos
Existen dos isótopos estables del nitrógeno, 14N y 15N, siendo el primero —que se produce en el ciclo carbono-nitrógeno de las estrellas— el más común sin lugar a dudas (99,634 %). Se ha logrado sintetizar diez isótopos de nitrógeno de los cuales, el 13N tiene un periodo de semidesintegración de nueve minutos. En el resto de isótopos, el periodo de semidesintegración es menor a 10 segundos, e incluso algún isótopo tiene un periodo de semidesintegración mucho menor al segundo. 
Las reacciones biológicas de nitrificación y desnitrificación influyen de manera determinante en la dinámica del nitrógeno en el suelo, casi siempre produciendo un enriquecimiento en N-15 del sustrato.

## Precauciones
Los fertilizantes nitrogenados son una importante fuente de contaminación del suelo y de las aguas. Los compuestos que contienen iones de cianuro forman sales extremadamente tóxicas y son mortales para numerosos animales, entre ellos los mamíferos. El amoniaco también es altamente tóxico.

### Efectos del nitrógeno sobre la salud
Las moléculas de nitrógeno, en estado natural, se encuentran principalmente en el aire. En el agua y en los suelos el nitrógeno puede ser encontrado compuesto, en forma de nitratos y nitritos.
Los humanos han cambiado radicalmente las proporciones naturales de nitratos y nitritos, mayormente debido a la aplicación de estiércoles que contienen nitrato. El nitrógeno es emitido en grandes cantidades por las industrias. A lo largo de la historia, se nota un incremento de la presencia de nitratos y nitritos en el suelo y en el agua como consecuencia de reacciones que tienen lugar en el ciclo del nitrógeno. Esto se refleja en un incremento de la concentración de nitrógeno en las fuentes utilizadas para consumo humano, y por ende también en el agua potable.
Los nitratos y nitritos son conocidos por causar varios efectos sobre la salud humana. Estos son los efectos más comunes:
- Tiene reacciones con la hemoglobina en la sangre, causando una disminución en la capacidad de transporte de oxígeno por la sangre. (nitrito)
- Provoca la disminución del funcionamiento de la glándula tiroidea. (nitrato)
- Ocasiona un bajo almacenamiento de la vitamina A. (nitrato)
- Favorece la producción de nitrosaminas, las cuales son conocidas como una de las causas más comunes de cáncer. (nitratos y nitritos)

Desde un punto de vista metabólico, el óxido de nitrógeno (NO) es mucho más importante que el nitrógeno. En 1987, Salvador Moncada descubrió que este era un mensajero vital del cuerpo para la relajación de los músculos, y hoy se sabe que está involucrado en el sistema cardiovascular, el sistema inmunitario, el sistema nervioso central y el sistema nervioso periférico. La enzima que produce el óxido nítrico, la óxido-nítrico sintasa, es abundante en el cerebro.
Aunque el óxido nítrico tiene una vida relativamente corta, se puede difundir a través de las membranas para llevar a cabo sus funciones. En 1991, un equipo encabezado por K. E. Anderson del hospital universitario de Lund, Suecia, demostró que el óxido nítrico activa la erección por medio de la relajación del músculo que controla el flujo de sangre en el pene. La droga Viagra trabaja liberando óxido nítrico para producir el mismo efecto.